# Conostegia superba
Conostegia superba là một loài thực vật có hoa trong họ Mua. Loài này được Bonpl. ex D. Don mô tả khoa học đầu tiên năm 1823.